# Best (가넷 크로우의 음반)
Best는 GARNET CROW의 베스트 앨범이다. 2005년 10월 26일 GIZA studio에서 발매되었다.
데뷔 5주년을 기념한 베스트 앨범으로, ‘Best Selection 2000 to 2005’라는 부제를 가지고 있다.
모든 싱글곡과 각 앨범으로부터의 인기곡, 셀프 커버곡 1곡과 신곡 1곡을 수록한 CD 2매로 이루어져 있다.
싱글곡 중〈너의 집에 도착할 때까지 계속 달려가〉는 인디즈 앨범인〈first kaleidscope ~너의 집에 도착할 때까지 계속 달려가~〉에 수록된 버전이,〈여름의 환상〉은 첫 번째 앨범〈first soundscope ~물이 없는 맑게 개인 바다에~〉에 수록된 버전이,〈Timeless Sleep〉은 재레코딩된 버전을,〈스파이럴〉은 후지테레비계 ‘감동 팩토리 SPORT! (일본어: 感動ファクトリー すぽると!)’에서 사용된 버전을 수록하고 있다.
또한 셀프 커버곡으로 이와타 사유리의 2번째 싱글곡으로 제공한〈하늘색 고양이〉를 셀프 커버해 수록하였고, 신곡으로〈GARNET CROW livescope 2005 ~I'm Waiting 4 You & live~〉에서 처음 공개되었던〈〈안녕〉이라는 단 한마디로...〉를 수록하고 있다.
오리콘 차트에서 GARNET CROW의 앨범 중 가장 높은 순위인 4위를 기록하였다. (두 번째 앨범〈SPARKLE ~줄거리 그대로의 스카이 블루~〉, 다섯 번째 앨범〈THE TWILIGHT VALLEY〉와 순위가 같음)
초회생산반에는 5주년 프리미엄 라이브 응모 엽서와 CD 사이즈 탁상 캘린더가 들어있었다.

## 수록곡

### Disc 1
1. 너의 집에 도착할 때까지 계속 달려가 (indes ver.)
2. Mysterious Eyes
3. in little time
4. 두 사람의 로켓
5. 미완성된 음색
6. 천 이상의 말을 늘어 놓아도...
7. 여름의 환상 (secret arrange ver.)
8. flying
9. 물이 없는 맑게 개인 바다에
10. Last love song
11. call my name
12. Timeless Sleep
13. 꿈 꾼 후에
14. Holy ground

### Disc 2
1. 스파이럴
2. 크리스탈·게이지
3. 울 수 없는 밤도 울지 않는 아침도
4. 너라는 빛
5. 영원을 앞서 나가는 한 순간의 우리들
6. 우리들만의 미래
7. 그대를 꾸미는 꽃을 피울거에요
8. 잊고 피어
9. Sky ~new arranged track~
10. 초저녁 달밤
11. 너 데려가는 시간의 방문을
12. 네가 마음속에 그린 꿈을 모은 HEAVEN
13. 하늘색 고양이 (일본어: 空色の猫)
14. 〈안녕〉이라는 단 한마디로... (일본어: 〈さよなら〉とたった一言で...)